# Bossiaea rupicola
Bossiaea rupicola är en ärtväxtart som beskrevs av George Bentham. Bossiaea rupicola ingår i släktet Bossiaea och familjen ärtväxter. Inga underarter finns listade i Catalogue of Life.